# Cerneavșciîna, Iuriivka
Cerneavșciîna (în ucraineană Чернявщина) este localitatea de reședință a comunei Cerneavșciîna din raionul Iuriivka, regiunea Dnipropetrovsk, Ucraina.

## Demografie
Componența lingvistică a localității Cerneavșciîna
     Ucraineană (96,11%)
     Rusă (2%)
     Alte limbi (0,33%)
Conform recensământului din 2001, majoritatea populației localității Cerneavșciîna era vorbitoare de ucraineană (96,11%), existând în minoritate și vorbitori de rusă (2%).